# Mazurek (taniec wiejski)
Mazurek – taneczna forma muzyczna (często utożsamiana z oberkiem) praktykowana w polskiej tradycji wiejskiej, głównie w środkowej części Polski, na nizinach.
Mazurki ludowe najczęściej przybierają formę dwuczęściową, rzadziej spotyka się formę trzy-, cztero-, pięcioczęściową. Takie melodie cenione są przez wykonawców jako trudniejsze do wykonania i tym samym podkreślające ich wirtuozerię gry. Metrum nieparzyste 3/4 lub 3/8. Tempo szybkie, z akcentami na 2 i 3 miarę. W niektórych regionach mazurkami nazywane są szybkie oberki. Czasem też nazwa mazurek zajęta jest w danej tradycji dla utworu o bardziej starodawnej melodii. Rytmiczna różnica między mazurkiem a oberkiem polega na bardziej płynnym, potoczystym rytmie tego drugiego, bez silniejszych akcentów.  Niektórzy informatorzy podają, że dawne mazurki były śpiewane, a oberki już tylko tańczono, bez przyśpiewek.
Oskar Kolberg podaje, że na Kujawach mazurek bywał trzecią, ostatnią częścią kujawiaka, zwaną ksebką („k’sobie”, tj. „do siebie”), następując po chodzonym i kujawiaku właściwym zwanym odsibka („od siebie”). Była to najszybsza część tego tańca, której często towarzyszyły szturchańce, zgniecenia, a nawet wywrócenia tancerzy w zamieszaniu wywołanym zmianą kierunku i przyspieszeniem. 
Taniec mazurek tańczy się w parach po obrębie koła, wykonując ruch obrotowy na całych stopach, czasem stosując zgodny z rytmem muzyki przytup lub zwrot taneczny w drugim kierunku. Figury taneczne w oberku wynikają z improwizacji tancerzy i nie są zsynchronizowane we wszystkich parach tańczących w danym miejscu.
Mazurki obecne są jeszcze w żywej tradycji niektórych wsi Mazowsza, Rawskiego i Radomszczyzny.